# Brachttal
Brachttal è un comune tedesco di 5 089 abitanti situato nel land dell'Assia.